# Nova Vărbovka, Veliko Tărnovo
Nova Vărbovka (în bulgară Нова Върбовка) este un sat în comuna Strajița, regiunea Veliko Tărnovo,  Bulgaria. 

## Demografie
Componența etnică a satului Nova Vărbovka
     Nicio identificare (8,33%)
     Bulgari (87,3%)
     Turci (2,77%)
     Romi (1,58%)
La recensământul din 2011, populația satului Nova Vărbovka era de 252 locuitori. Din punct de vedere etnic, majoritatea locuitorilor (87,3%) erau bulgari, existând și minorități de turci (2,77%) și romi (1,58%). Pentru 8,33% din locuitori nu este cunoscută apartenența etnică.